# Disco & Blues
Disco & Blues – czwarty album studyjny zespołu Gang Olsena wydany w 2004 roku. Na płycie znajduje się utwór Krzysztof K., w którym gościnnie wystąpił Krzysztof Krawczyk.

## Lista utworów
Opracowano na podstawie materiału źródłowego:
1. Przedstawianko
2. Blues Muzyki Król
3. Aldoona
4. Jadę Dziś Do Ciebie
5. Cały Jestem Happy
6. To Takie Trudne
7. Krzysztof K.
8. Chodź Do Baru
9. Tylko Wróć
10. Nie Okłamuj Mnie
11. Jedziemy Dalej
12. Mr. James Brown

## Twórcy
- Adam „Lemonidas” Lomania – instrumenty klawiszowe
- Andrzej „Papa-Gonzo” Gąszczyk – wokal
- Arkadiusz Kuś – perkusja
- Bogdan „Bob Sim” Simiński – gitara elektryczna
- Dominik Mietła – trąbka
- Jakub Moroń – puzon
- Janusz Frychel – gitara basowa
- Joanna Bicz – chórek
- Katarzyna Grabowska – chórek
- Michał „Kresi” Kresimon – saksofon